# Внутрішньогільдійне хижацтво

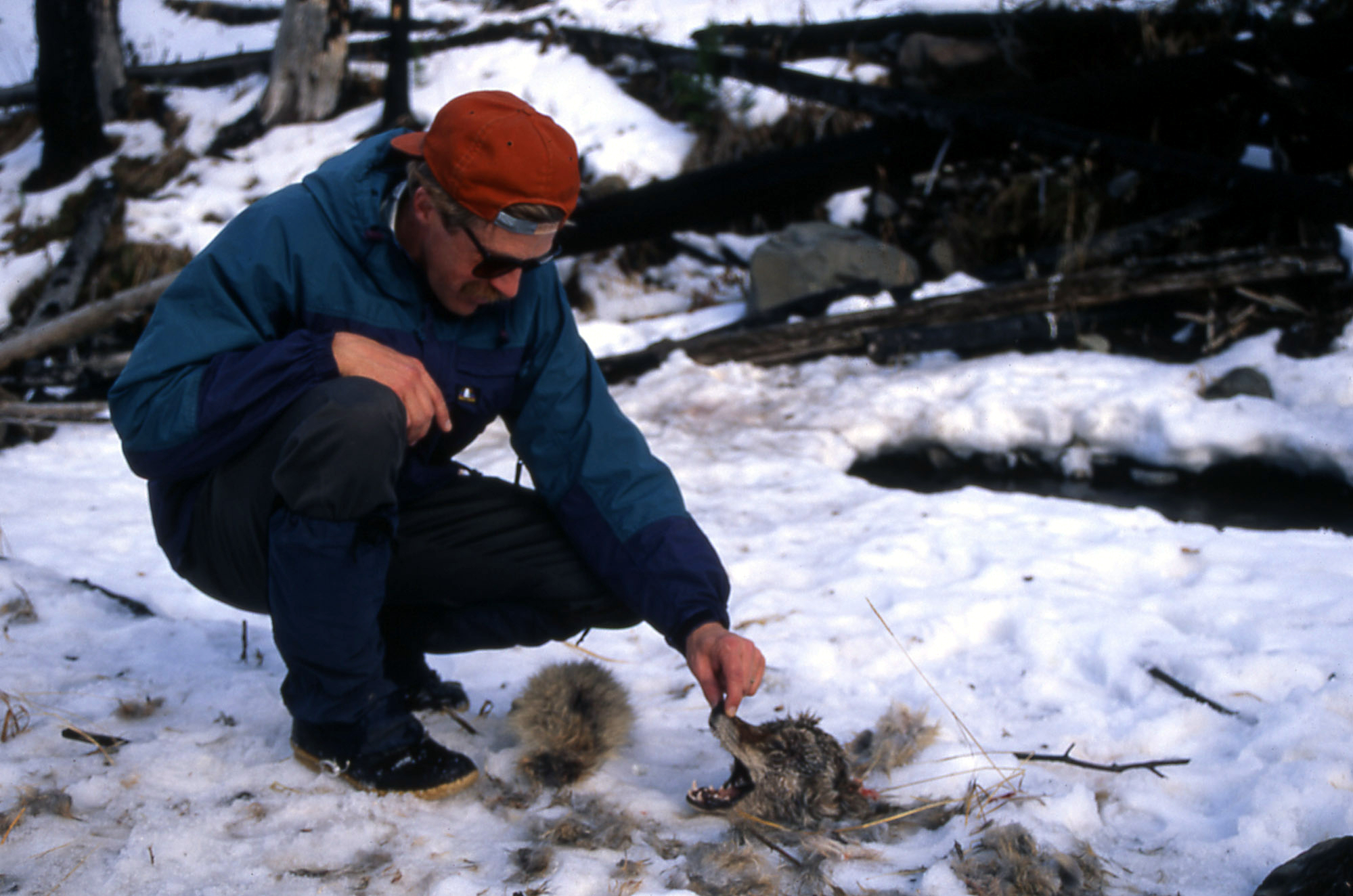

Внутрішньогільдійне хижацтво (ВГХ) — це вбивство, а іноді й поїдання потенційного конкурента іншого виду. Ця взаємодія являє собою поєднання хижацтва та конкуренції, оскільки обидва види покладаються на однакові ресурси здобичі, а також отримують вигоду від полювання один на одного. Внутрішньогільдійне хижацтво поширене в природі і може бути асиметричним, коли один вид харчується іншим, або симетричним, коли обидва види полюють один на одного. Оскільки панівний хижак у гільдії отримує подвійну вигоду від годування та усунення потенційного конкурента, взаємодії IGP можуть мати значний вплив на структуру екологічних спільнот.

## Типи
Внутрішньогільдійне хижацтво можна класифікувати як асиметричне або симетричне. При асиметричних взаємодіях один вид постійно полює на іншого, тоді як при симетричних взаємодіях обидва види однаково полюють один на одного. Внутрігільдійне хижацтво також може бути структурованим за віком, і в цьому випадку вразливість виду до хижацтва залежить від віку та розміру, тому лише молодь або менші особини одного з хижаків харчуються іншим. Залежно від симетрії взаємодії та важливості вікової структури можлива велика різноманітність хижацьких стосунків. Взаємодія ВГХ може варіюватися від випадкового поїдання хижаками паразитів, прикріплених до жертви, до прямого хижацтва між двома верхівковими хижаками.

## Екологія ВГХ
Внутрішньогільдійне хижацтво поширене в природі та широко розповсюджене в громадах та екосистемах. Внутрігільдійні хижаки повинні мати принаймні один вид здобичі та зазвичай займати ту саму трофічну гільдію, а ступінь ВГХ залежить від таких факторів, як розмір, зростання та щільність популяції хижаків, а також щільність популяції та поведінка їхніх спільних здобич. При створенні теоретичних моделей хижацтва всередині гільдії конкуруючі види класифікуються як «найвищий хижак» або «проміжний хижак» (види, які, швидше за все, стануть жертвою). Теоретично хижацтво всередині гільдії є найбільш стабільним, якщо головний хижак отримує значну вигоду від убивства або харчування проміжного хижака, і якщо проміжний хижак є кращим конкурентом за спільний ресурс здобичі.
Екологічні наслідки внутрішньогільдійного хижацтва включають прямий вплив на виживання та поширення конкуруючих хижаків, а також непрямий вплив на чисельність і розподіл видів здобичі та інших видів у спільноті. Оскільки вони дуже поширені, взаємодії ВГХ важливі для структурування спільнот. Внутрішньогільдійне хижацтво може насправді принести користь видам спільної здобичі, знизивши загальний тиск хижаків, особливо якщо проміжний хижак споживає більше спільної здобичі. Внутрігільдійне хижацтво також може пом'якшити вплив трофічних каскадів, забезпечуючи надлишковість хижацтва: якщо одного хижака вилучають з екосистеми, інший все ще споживає той самий вид жертви. Асиметричне ВГХ може особливо сильно впливати на вибір середовища проживання. Часто проміжні хижаки уникають оптимального середовища проживання через присутність верхового хижака. Поведінкові зміни в розподілі проміжних хижаків через підвищений ризик хижаків можуть впливати на структуру спільноти більше, ніж пряма смертність, спричинена головними хижаками.

## Приклади

### Наземні
Внутрішнє хижацтво добре задокументовано у наземних членистоногих, таких як комахи та павукоподібні. Напівкрилі комахи та личинки мереживоногих полюють на попелиць, але конкуруючі хижаки можуть спричинити досить високу смертність серед мереживонів, щоб ефективно зменшити хижацтво на попелиць. Кілька видів багатоніжок вважаються внутрішньогільдійними хижаками.
Серед найбільш драматичних прикладів внутрішньогільдійного хижацтва є випадки між великими м’ясоїдними ссавцями. Великі псові й котові є групами ссавців, які найчастіше беруть участь у ВГХ, причому більші види, такі як леви та сірі вовки, полюють на менших видів, таких як лисиці та гепарди. У Північній Америці койоти діють як внутрішньогільдійні хижаки сірих лисиць і рисей і можуть справляти сильний вплив на популяцію та поширення сірих лисиць. Однак у районах, де вовки були повторно інтродуковані, койоти стають проміжним хижаком і відчувають підвищену смертність і більш обмежений діапазон.

### Водні та морські
Внутрішньогільдійне хижацтво також важливе у водних і морських екосистемах. Як головні хижаки в більшості морських середовищ, акули демонструють сильну ВГХ взаємодію як між видами акул, так і з іншими головними хижаками, такими як зубаті кити. У тропічних районах, де кілька видів акул можуть мати істотно схожі дієти, ризик травм або хижаків може визначати місцевий ареал і доступні ресурси здобичі для різних видів. Внутрішньогільдійне хижацтво між акулами та зубастими китами зазвичай передбачає полювання великих акул на дельфінів і морських свиней, а також конкуренцію з ними за здобич риби, але косатки змінюють цю тенденцію, полюючи на великих акул, конкуруючи за велику рибу та здобич тюленів. Внутрішньогільдійне хижацтво також може відбуватися в прісноводних системах. Наприклад, безхребетні хижаки, такі як личинки комах, хижі копеподи та кладоцери, можуть виступати як внутрішньогільдійна здобич, причому планкоїдні риби є міжгільдійними хижаками, а рослиноїдний зоопланктон виступає як основний ресурс.

## Важливість для управління та збереження
Наявність та інтенсивність внутрішньогільдійного хижацтва важливі як для управління, так і для збереження видів. Менеджери рибного господарства лише нещодавно почали розуміти важливість внутрішньогільдійного хижацтва для наявності рибних запасів, коли вони намагаються рухатися до управління, заснованого на екосистемах. ВГХ взаємодія між акулами та тюленями може перешкодити тюленям харчуватися в районах, де є велика кількість комерційно важливих видів риб, що може опосередковано зробити більше цієї риби доступною для рибалок. Однак ВГХ також може негативно вплинути на рибальство. Внутрішньогільдійне хижацтво колючих собачок і різних видів скатів на економічно важливих риб, таких як тріска та пікша, було названо можливою причиною повільного відновлення промислу донної риби в західній частині Північної Атлантики.
Внутрішньогільдійне хижацтво також є важливим фактором для відновлення екосистем. Оскільки присутність головних хижаків може сильно вплинути на розподіл і чисельність як проміжних хижаків, так і видів жертв, спроби або відновити, або контролювати популяції хижаків можуть мати значні та часто непередбачені екологічні наслідки. У Єллоустоунському національному парку повторна інтродукція вовків призвела до того, що вони стали внутрішньогільдійними хижаками койотів, що мало далекосяжні наслідки як для тварин, так і для рослин у парку. Внутрішньогільдійне хижацтво є важливою екологічною взаємодією, і заходи збереження та управління повинні враховувати це.